# Jardim Elisa Baptista de Sousa Pedroso
O Jardim Elisa Baptista de Sousa Pedroso, anteriormente também conhecido por Jardim Salazar ou Jardim da Imprensa, é um jardim de acesso público e sem vedações localizado na freguesia da Estrela (Lisboa), em Lisboa, sendo delimitado pela rua da Imprensa a Estrela (poente), por um muro que o separa do espaço onde está a Congregação do Espírito Santo (norte) e por um muro que o separa do jardim do Palacete de São Bento (nascente).
O traçado atual do jardim terá sido delineado por volta de 1930. Com uma área triangular de 0,43 ha, este jardim tem um parque infantil implantado no seu centro e, numa das esquinas junto ao passeio da rua, está um fontanário que no presente não está a funcionar e um pequeno lago para peixes em frente.
A denominação deste Jardim é uma homenagem à pianista e musicóloga Elisa Baptista de Sousa Pedroso que teve carreira internacional e que deu a conhecer, no estrangeiro, música de autores portugueses.
No Jardim existiu anteriormente uma escultura intitulada As Mulheres Portuguesas Gratas a Salazar, de agradecimento pelo facto de Portugal não ter participado na 2ª Guerra Mundial. Esta escultura da autoria de Leopoldo de Almeida terá sido colocada no Jardim em 1955 e foi retirada daqui em 1974.